# Brennivín

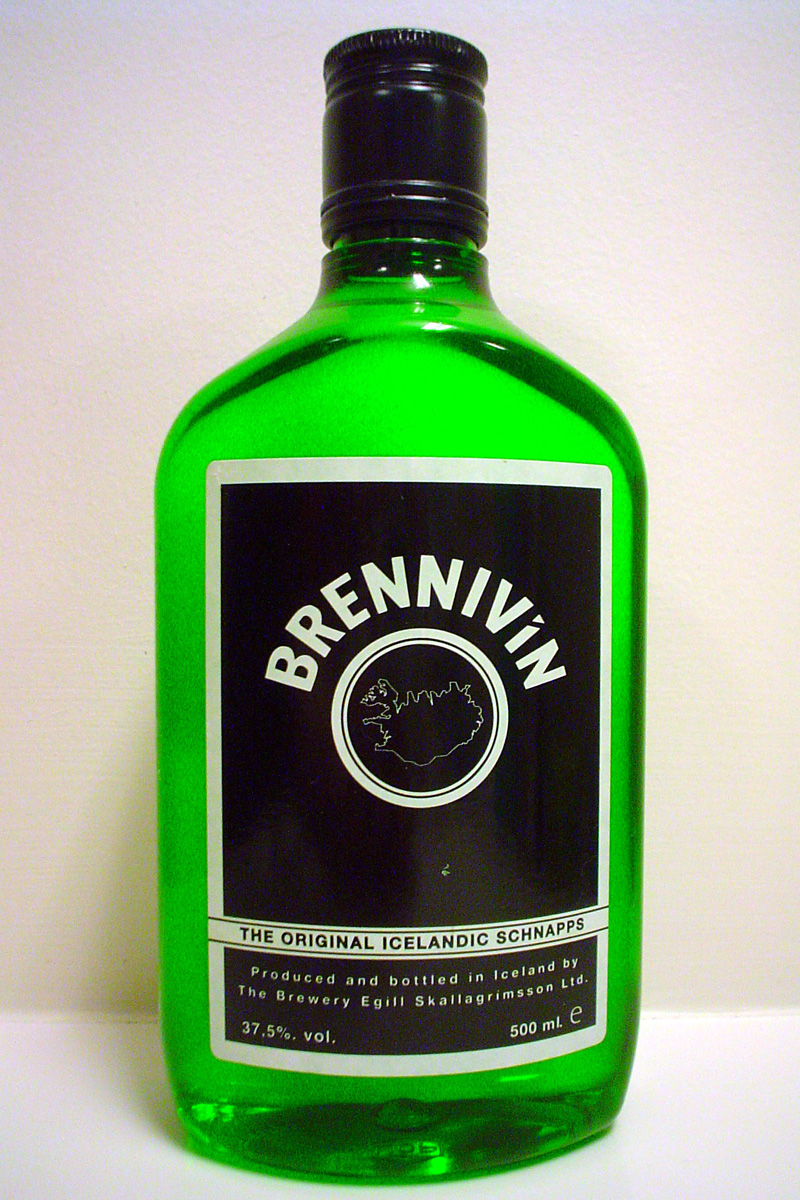
500-ml-Kunststoffflasche mit schwarzem Etikett.

Brennivín (isländisch „Branntwein“, auch svarti dauði „Schwarzer Tod“) ist ein isländischer Schnaps. Es ist das bekannteste isländische Alkoholgetränk.

## Allgemein
Brennivín wird aus fermentiertem Getreide hergestellt und mit einem Kümmel-Aroma versehen. Er schmeckt stark und hat 37,5 % oder 40 % vol.
Trotz des (nicht offiziellen) Status als Nationalgetränk, der Tradition als Digestif nach dem Kosten von Hákarl oder dem Getränk des Winterfestes Þorrablót gehört Brennivín in Island nicht zu den „alltäglichen“ Alkoholika. Er ist dem skandinavischen Akvavit ähnlich, besonders der dänischen Variante brændevin. Auf Schwedisch heißt es brännvin, auf Norwegisch brennevin. Die Schnapsbrennerei hat in allen skandinavischen Ländern eine lange Tradition.
Das schwarze Etikett sollte eigentlich Menschen vom Kauf des Brennivín abhalten, stattdessen wurde es zum Markenzeichen des „Schwarzen Todes“ (isländisch svarti dauði). Vor der Silhouette der Insel war ein Logo der ÁTVR im Kreis abgebildet. ÁTVR ist die staatliche Verkaufsgesellschaft für Alkohol in Island. Diese betreibt auch die Vínbúð-Kette.

## Wissenswertes
- Brennivín erscheint in vielen isländischen Filmen (beispielsweise Cold Fever) und in isländischer Literatur (beispielsweise in Halldór Laxness’ Roman Die Islandglocke).
- Am 23. Dezember ist Tag des Heiligen Thorlak, des isländischen Schutzpatrons. Traditionsgemäß wird an diesem Tag („Þorláksmessa“) Rochen mit Kartoffeln gegessen und dazu Brennivín serviert.
- Eine Zeile des Liedes Skin and Bones der Foo Fighters lautet „Brennevin and cigarettes“.
- In dem Anime Hetalia singt die Personifikation Islands mit seinem Papageientaucher darüber, Brennivín zu trinken.